# Henry Wellesley, 3. Duke of Wellington

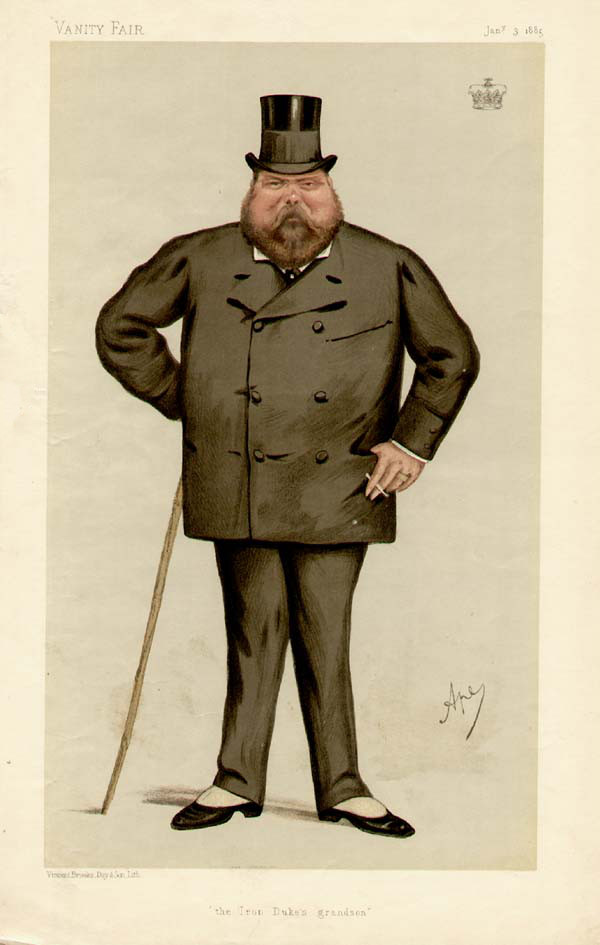
Karikatur des 3., Duke of Wellington in der Vanity Fair, 1885

Henry Wellesley, 3. Duke of Wellington (* 5. April 1846 in Apsley House, Mayfair, London; † 8. Juni 1900 im Stratfield Saye House in Basingstoke, Hampshire), war ein britischer Offizier, Peer und Politiker.

## Leben
Er entstammte der Familie Wellesley und war väterlicherseits ein Enkel des Arthur Wellesley, 1. Duke of Wellington. Er war der zweitgeborene Sohn des Lord Charles Wellesley aus dessen Ehe mit Augusta Sophia Anne Pierrepont. Sein älterer Bruder Arthur starb im Säuglingsalter am 7. Juli 1846.
Er besuchte von 1859 bis 1863 das Eton College. Am 16. Mai 1865 kaufte er sich einen Offiziersposten als Ensign und Lieutenant der Grenadier Guards. Bei den Grenadier Guards kaufte er sich am 1. August 1868 eine Beförderung zum Lieutenant und Captain, war er vom 17. Mai 1871 bis zum 23. Februar 1874 Leiter der Schießausbildung (Instructor of Musketry) und wurde er am 1. April 1876 zum Captain und Lieutenant-Colonel befördert. Um 1881 wurde er als Major und Lieutenant-Colonel stellvertretender Kommandeur des 2. Bataillons der Grenadier Guards. Am 28. Juni 1882 verkaufte er seinen Posten bei den Grenadier Guards und schied aus British Army aus. Am 22. November 1884 wurde er zum Honorary Colonel der 2. Brigade der Southern Division der Royal Artillery sowie am 10. April 1886 auch zum Honorary Colonel des 3. und 4. Battalions des Duke of Wellington's (West Riding) Regiment ernannt.
Bei der Unterhauswahl 1874 wurde er als Abgeordneter der Conservative Party für das Borough Andover ins House of Commons gewählt. Zur Unterhauswahl 1880 trat er nicht mehr an und schied aus dem Parlament aus. Beim Tod seines Onkels Arthur Wellesley, 2. Duke of Wellington erbte er am 13. August 1884 dessen Adelstitel als 3. Duke of Wellington nebst nachgeordneten Titeln und wurde dadurch Mitglied des House of Lords.
Im Dezember 1885 wurde er als britischer Sonderbotschafter zur Beerdigung von König Alfons XII. von Spanien entsandt.
Seit dem 7. März 1882 war er mit Evelyn Katrine „Kitty“ Gwenfra Williams († 1939), einer Tochter des Unterhausabgeordneten und Lieutenant-Colonel Thomas Peers Williams (1795–1875), verheiratet. Er starb 1900 und wurde in der Krypta der Saint Paul’s Cathedral begraben. Da er kinderlos blieb, erbte sein jüngerer Bruder Arthur Charles Wellesley seine Adelstitel.